# 草薙正夫
草薙 正夫（くさなぎ まさお、1900年9月20日 - 1997年8月1日）は、日本の哲学者。神奈川大学名誉教授。

## 経歴
1900年、香川県生まれ。1928年、京都帝国大学文学部哲学科を卒業。
卒業後は神奈川大学教授。1950年12月、武藤光朗・鈴木三郎・金子武蔵らとヤスパース協会創立のための準備会を開き、翌年2月23日（2月23日はヤスパースの誕生日）発足。1960年に学位論文「実存哲学の根本問題 ヤスパース研究」を國學院大學に提出して文学博士の学位を取得。1971年に神奈川大学を定年退任し、名誉教授の称号を得る。神奈川県立外語短期大学学長を務めた。

## 研究内容・業績
- ヤスパースを中心に、多くの基礎となる哲学書を翻訳、紹介した。

## 著作

### 単著
- 『小獨逸語教典』成美堂書店 1936.5[要出典]
- 『実存哲学の根本問題：現代におけるヤスパース哲学の意義』 創文社 1962
- 『ヤスパース』 牧書店〈世界思想家全書〉1965
- 『哲学序説』 理想社 1967
- 『ヤスパース哲学入門』 以文社 1973
- 『幽玄美の美学』 1973 塙書房〈塙新書〉

### 共編・共著
- 『社會思想史十講』社会思想研究會出版部 1948 doi:10.11501/3023993
  - 執筆「ドイツ觀念論」
- 『世界危機と現代思想』 山本新共編 理想社 1954 doi:10.11501/2934152
  - 執筆「虛無と実存」
- 『戦後の思想と社会』〈創立三五周年記念論文集〉神奈川大学 1963.12 doi:10.11501/2933863
  - 「現代思想としての実存哲学の課題」hdl:10487/7958

### 翻訳
- シラー『美と芸術の理論：カリアス書翰』岩波文庫 1936、改版 1974
- ヤスパァス 『ニイチェ 根本思想：ニイチェ哲学への入門』創元社 1943 
  - 「ニーチェの根本思想」新潮文庫 1955
- ヤスパアス『理性と實存』創元社 1949
  - 『理性と実存』新潮文庫  1955 / 理想社〈ヤスパース選集 29〉1972
- ヤスパアス『ニイチェ』上中下 全3巻  創元社 1950、のち新編・選集 全2巻
上『生活』/ 中『根本思想』/ 下『實存的意義』
- ヤスパアス『哲学十二講』 創元社 1951
- ヴォリンゲル 『抽象と感情移入』岩波文庫 1953、度々再版
- ヤスパース『ニーチエの生活』新潮文庫 1954
- ヤスパース『ニーチエの実存的意義』新潮文庫 1954
- ヤスパース『哲学入門』新潮文庫 1954、のち改版
- ヤスパース『現代の精神的課題』、茅野良男・橋本文夫・武藤光朗共訳 新潮社〈一時間文庫 56〉1955
- アルフレート・ウェーバー『文化社会学』 山本新・信太正三共訳 創文社 1958
- 『近代の文芸思想』〈世界思想教養全集 第9〉 河出書房新社 1963
  - 担当翻訳： ヴォリンガー 「ゴシック芸術論」
- カール・ヤスパース『哲学 第2 実存開明』信太正三共訳 創文社 1964
- シュテーリヒ 『世界の思想史』上・下、共訳 白水社 1967 / 新装復刊 1995
- ヤスパース『哲学への道』林田新二・増渕幸男・宮崎佐和子共訳 以文社 1980.11
- ヤスパース『神の暗号　選集 37』理想社 1982.6